# Helhedsløsningen (1963)
Helhedsløsningen i 1963 var et primært indkomstpolitisk initiativ. Den blev gennemført af Jens Otto Krags socialdemokratiske regering, der med snævrest mulige flertal i Folketinget gennemførte en række økonomiske indgreb, der skulle begrænse lønstigningstakten og forbrugernes købekraft for at styrke den danske konkurrenceevne overfor udlandet.

## Baggrund
Den kraftige vækst i produktionen og udbygningen af den offentlige sektor havde skabt en lønudvikling, som havde forringet konkurrenceevnen. I 1962 blev Det økonomiske råd oprettet med det formål at udpege de økonomiske problemer og fremsætte løsningsforslag herpå. Rådet foreslog i efteråret 1962, at staten skulle gribe ind i arbejdsmarkedets forhandlinger og forlænge alle gældende overenskomster uændret i et år.  Målsætningen var at sikre løn- og prisstabiliteten. Hermed blev der sat fokus på lønstruktur,omkostninger og inflation i den politisk-økonomiske debat.

## Forliget
Forliget blev indgået i foråret 1963 med medvirken fra regeringspartierne Socialdemokratiet og de radikale og bestod af 7 punkter:
- Forlængelse af gældende overenskomster i to år, dog med en mindre stigning til de lavest lønnede
- En stram ramme for lønstigningerne i den offentlige sektor
- En begrænsning af stigningerne i overførselsindkomsterne
- Pris- og avancestop
- Bunden (tvungen) opsparing

samt to mindre punkter.
Helhedsløsningen var umiddelbart en succes for regeringen, som undgik uro på arbejdsmarkedet pga. fagbevægelsens tilslutning til indgrebet. 

## Eksterne links
- Det Økonomiske Råd i 1962 og Helhedsløsningen i 1963 Økonomiministeriet, December 1997